# Мушкамбарян, Роберт Ваганович
Роберт Ваганович Мушкамбарян (31 мая 1937, Баку — 1 мая 1994, Нью-Йорк, Нью-Йорк) — певец, музыкант, актёр. Солист ВИА Весёлые ребята.

## Биография
Родился 31 мая 1937 года в Баку. Окончил ГИТИС им. Луначарского по специальности «Режиссёр эстрады».
Работал ведущим на телевидении в Махачкале, солистом-вокалистом в ансамбле «Лезгинка», в джаз-оркестре под руководством Константина Орбеляна.
В 1975—1984 годы — солист ВИА «Весёлые ребята» (вокал, саксофон-сопрано). Исполнитель песни «Чёрные подковы» из кинофильма «Не может быть!», а также бэк-вокальной партии (вместе с Александром Барыкиным) к песням Аллы Пугачёвой из фильма «Центровой из поднебесья». Лауреат Международного конкурса эстрадной песни «Братиславская лира» (II премия «Серебряная лира», 1978, Чехословакия).
После ухода из ансамбля «Веселые ребята» работал в Москонцерте в качестве солиста в ансамбле Александра Пульвера и группе «Эрмитаж». Исполнитель хита «Ах царевна, царевна», звучавшего в передачах «Утренняя почта» и «Песня года».
В 1989 году Роберт эмигрировал в США. Пел в ресторане, тяжело переживая свою неустроенность и ненужность в чужой стране. Стало подводить здоровье. Когда он обратился к врачам, прозвучал неутешительный диагноз: рак. Была сделана операция, но безрезультатно.
Похоронен на кладбище Голгофа (Квинс), одном из старейших в Нью-Йорке.

## Фильмография
- «Центровой из поднебесья» (1975)
- «Не может быть!» (1975)
- «Гулять, так гулять. Стрелять, так стрелять…» (1990)

## Музыкальные альбомы
- «Кругозор» № 03 (1973)
- ВИА «Весёлые ребята». Песни экрана (1973)
- ВИА «Весёлые ребята» (1977)
- «Песни Рудольфа Манукова» (1978)
- ВИА «Веселые ребята» (1979)
- Ансамбль «Братство людей» (Великобритания). ВИА «Весёлые ребята» (1979)
- ВИА «Весёлые ребята»: Музыкальный глобус (1979)
- «Для вас, женщины!» (1979)
- «Всем, кто любит песню» (1979)
- Жду тебя. Песни и эстрадная музыка Мераба Парцхаладзе (1980)
- «Русский язык за рубежом», № 2 (1982)
- «Горькая память земли». Песни на стихи Григория Поженяна (1986)